# Шевица
Шевицата е шита върху плат украса. Тя се прилага почти по всички дрехи, част от българската народна носия, както в мъжкото, така и в женското облекло из цяла България."
В Северозападна и Западна България представлява единствената украса на традиционния костюм, докато в Източна България се съчетава с други декоративни средства. Шевицата се шие непосредствено върху платното чрез равномерни бодове, изпълнявани под брой на нишките с разноцветни, най-вече вълнени, по-рядко копринени, а по-ново време и памучни конци.
В Дупнишко, Самоковско, Габровско и Търновско се използва везане с гергеф. Най-често прилагани са кръстат, полегат, цепен, ажурен, прав бод. Най-чести са геометричните, флоралните, животинските и човешките фигури, както и композираните мотиви. Най-използвани са белият, червеният и черният цвят, като с допълваща роля са зеленият, синият, жълтият и кафявият цвят.
В зависимост от везаните мотиви, използваните технически способи, композиционни решения и цветове определят характерните стилови белези на носиите от различните фолклорни области на България.